# Гнойовик-амінт
Гнойовик-амінт (Euonthophagus amyntas) — вид жуків родини пластинчастовусих (Scarabaeidae).

## Поширення
Вид поширений у степових та напівпосушливих районах Європи, Західної та Центральної Азії на схід до Афганістану.

## Опис
Чорний, слабо блискучий жук, завдовжки 6,5—12 мм. Голова самця з одним поперечним кілем, іноді з боків зубчастим. Переднеспинка з подвійною виїмкою, з боків відмежована горбками. Голова самиці з горбком, відсунутим уперед від заднього краю голови.

## Спосіб життя
Жуки зустрічаються у гнойових купах. Личинки розвиваються у земляних норках, харчуються заготовленим батьками гноєм.